# Alessia Russo
Alessia Mia Teresa Russo (Maidstone, 8 de febrer de 1999) és una futbolista professional anglesa que juga com a davantera a l'Arsenal de la FA Women's Super League i a la selecció d'Anglaterra. Anteriorment havia jugat al Manchester United, Chelsea FC, al Brighton Hove Albion i al North Carolina Tar Heels.
El 30 de novembre de 2021, va marcar els seus primers gols amb la selecció, un hat-trick en la victòria per 20-0 contra la selecció de Letònia durant la classificació per a la Copa del Món de 2023. Tots tres gols marcats en 11 minuts, el hat-trick va ser el més ràpid de qualsevol jugador en la història en un partit de la selecció nacional. El juny de 2022, Russo va ser convocada per a la selecció anglesa de Sarina Wiegman per a jugar l'Eurocopa Femenina de Futbol 2022. Russo és d'origen sicilià. El seu avi va emigrar a Anglaterra als anys 1950.